# Stora Risholmen
Stora Risholmen är en ö i Finland. Den ligger i Finska viken och i kommunen Lovisa i den ekonomiska regionen  Lovisa i landskapet Nyland, i den södra delen av landet. Ön ligger omkring 67 kilometer öster om Helsingfors.
Öns area är 6,7 hektar och dess största längd är 380 meter i öst-västlig riktning.